# Щедрик білочеревий
Ще́дрик білочеревий (Crithagra dorsostriata) — вид горобцеподібних птахів родини в'юркових (Fringillidae). Мешкає в Східній Африці.

## Опис
Довжина птаха становить 11,5-13 см, вага 12-18 г. Верхня частина тіла і голова оливково-зелені, нижня частина тіла переважно жовта, живіт білуватий. Над очима жовті "брови", під дзьобом жовті "вуса". Самці мають більш яскраве забарвлення, ніж самиці, у самиць нижня частина тіла переважно білувата, поцяткована темними смужками. Дзьоб і лапи тілесного кольору, очі темно-карі.

## Підвиди
Виділяють три підвиди:
- C. d. maculicollis (Sharpe, 1895) — від Ефіопії і Сомалі через Кенію до північно-східної Уганди;
- C. d. dorsostriata Reichenow, 1887 — південно-східна Уганда, західна Кенія і північно-західна Танзанія в районі озера Вікторія;
- C. d. taruensis (Van Someren, 1921) — центральна, півленна та південно-східна Кенія і північно-східна Танзанія.

## Поширення і екологія
Білочереві щедрики мешкають в Ефіопії, Сомалі, Південному Судані, Уганді, Кенії і Танзанії. Вони живуть в саванах і на сухих луках, в сухих тропічних лісах, рідколіссях і сухих чагарникових заростях, на полях і пасовищах. Зустрічаються поодинці, парами або невеликими зграйками, переважно на висоті від 400 до 1400 м над рівнем моря, місцями на висоті до 2650 м над рівнем моря. Живляться переважно насінням, а також плодами і дрібними комахами. Розмножуються протягом всього року, однак зазвичай не під час сезону посухи. В кладці від 3 до 3 яєць, інкубаційний період триває 14-16 днів.